# Kaiserbad (Aachen)

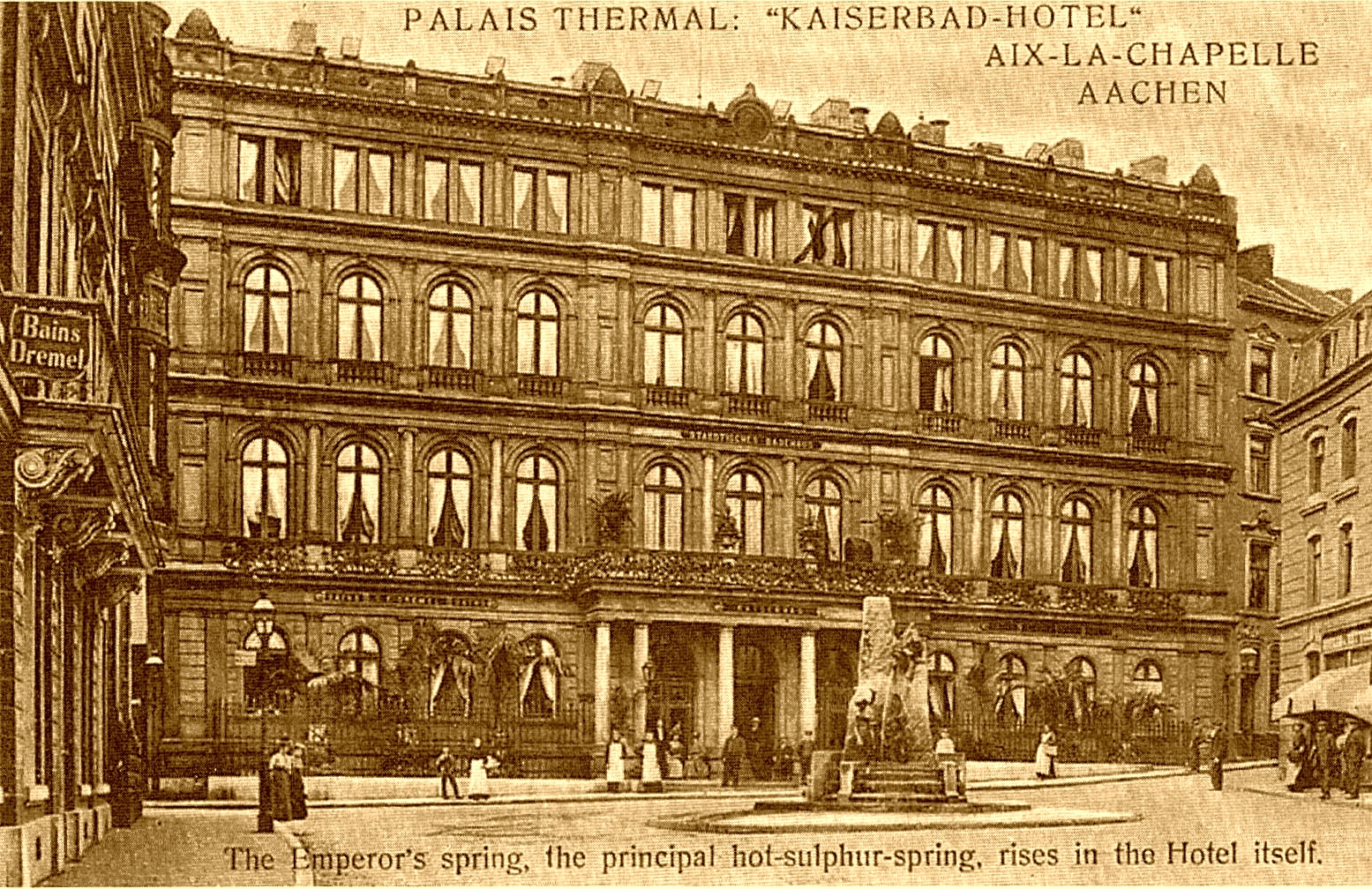
Das Kaiserbad zu Beginn des 20. Jahrhunderts

Als Kaiserbad wurden mehrere Thermalbäder bezeichnet, die nacheinander am gleichen Ort in der Aachener Innenstadt über der Kaiserquelle gebaut wurden. Die Tradition eines Thermalbades an dieser Stelle ging auf die römische Zeit zurück und wurde bis 1984 fortgeführt.

## Geschichte

### Antike, Mittelalter und Frühe Neuzeit

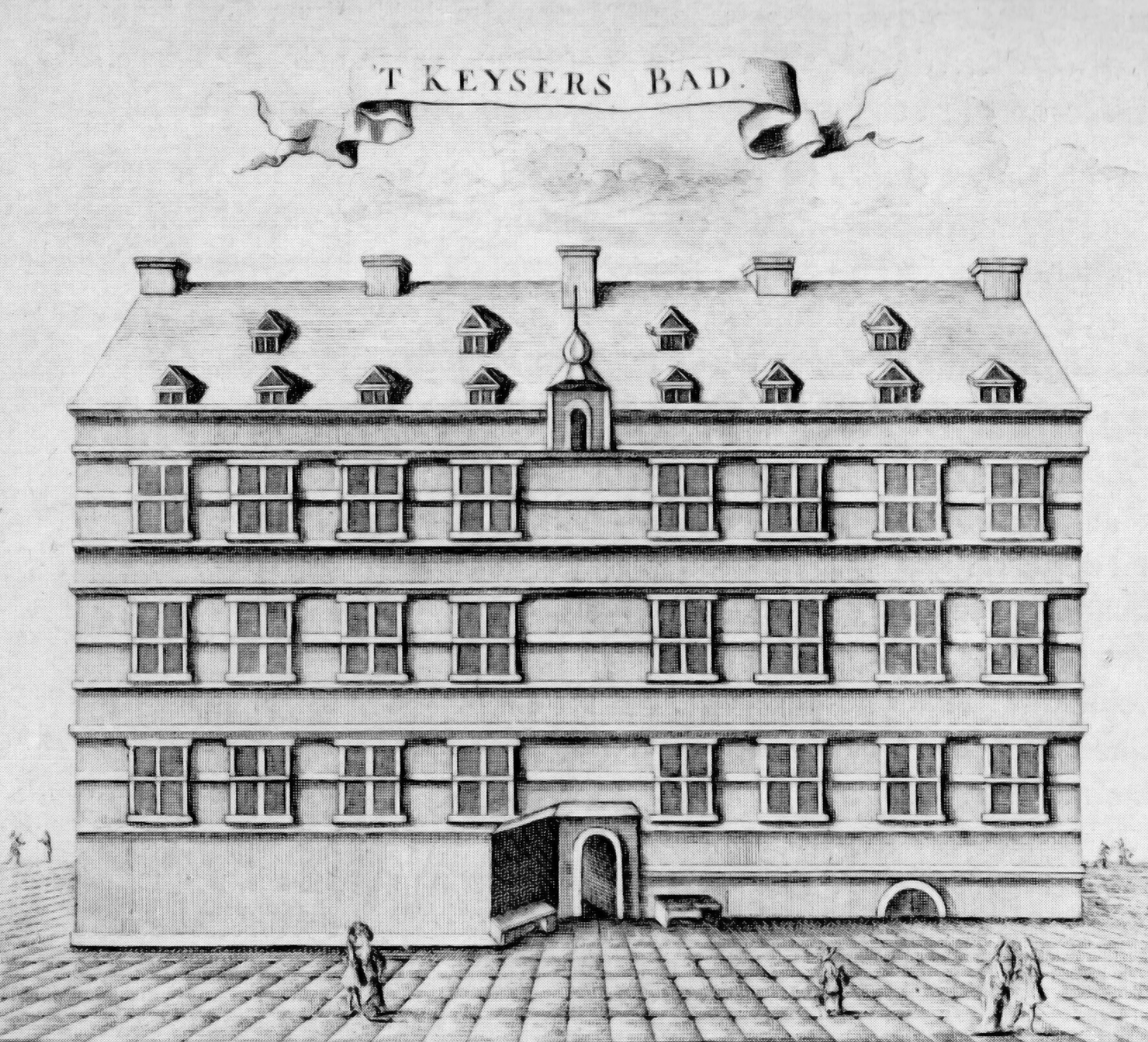
Abbildung des Kaiserbads auf einem Kupferstich des 18. Jh.

Schon zu römischer Zeit war die 52 °C heiße Kaiserquelle zusammen mit der benachbarten Quirinusquelle Mittelpunkt eines vom römischen Militär errichteten Badekurorts in der Provinz Niedergermanien. Über der Quelle hatten römische Legionäre die sogenannten Büchelthermen errichtet. Diese wurden im 4. Jahrhundert bei Frankenüberfällen zerstört. In karolingischer Zeit speiste die Kaiserquelle ein bei Karl dem Großen beliebtes Badehaus, das in den alten Quellen Königsbad (lateinisch balneum regis) genannt wurde. Diese Bezeichnung hielt sich bis in die Frühe Neuzeit. Das Badehaus Karls des Großen gehörte zum Krongut, und König Heinrich VII. schenkte es dem Aachener Marienstift, von dem es die Stadt im Jahr 1266 erwarb. Sie verpachtete es an Badewirte, die das Badehaus für sie betrieben. 
Im 16. Jahrhundert war das Königsbad überaltert. Die Stadt kaufte benachbarte kleinere Bäder auf, ließ diese samt dem Königsbad niederreißen und errichtete um 1540 auf dem Areal einen stattlichen Neubau. Dieser wurde ab dem 17. Jahrhundert Kaiserbad genannt. Dieses wurde beim großen Aachener Stadtbrand im Jahr 1656 stark beschädigt, aber der Pächter des Badehauses wurde dazu verpflichtet, gegen Vorlage der Rechnungen das Gebäude wiederaufzubauen.

### 18. bis Anfang 20. Jahrhundert

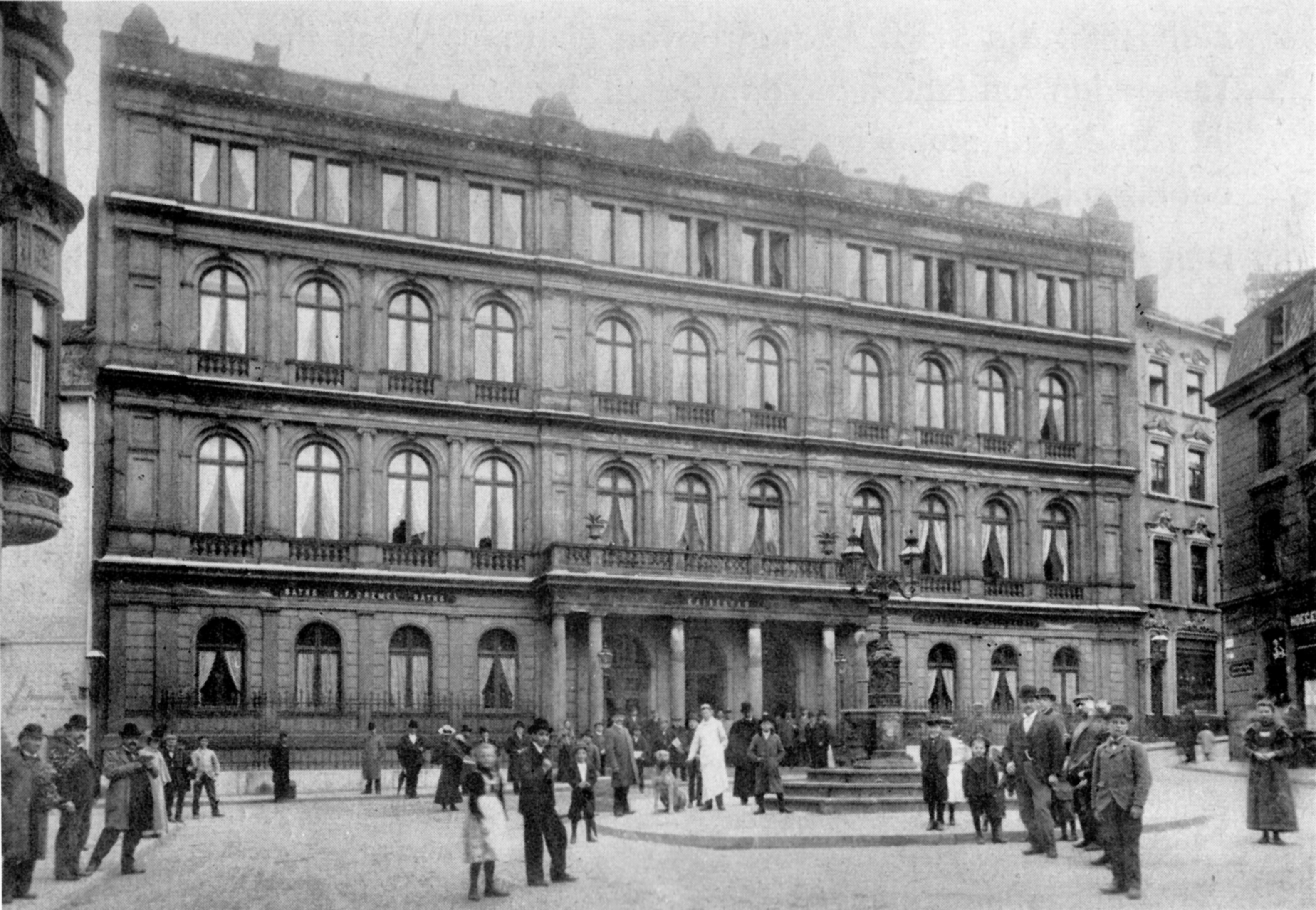
Das Kaiserbad-Hotel um 1900

Das wiederhergestellte Kaiserbad hatte bis in das 19. Jahrhundert Bestand und erlebte auch Aachens Höhepunkt als Modebad im 18. Jahrhundert. Nachdem französische Revolutionstruppen Aachen 1794 besetzt hatten und die Stadt durch die Bestimmungen des Friedens von Campo Formio ab Oktober 1797 zu Frankreich gehörte, erklärte die französische Regierung das Kaiserbad – so wie alle Quellen und Badehäuser im Stadtgebiet – 1811 zu Staatseigentum. Da Badekuren in Aachen bei Mitgliedern der französischen Kaiserfamilie beliebt waren, wurde aber auch viel Geld in die Thermalquellen investiert. Am Kaiserbad wurden zahlreiche Arbeiten und Verbesserungen durch den französischen Ingenieur Bélu vorgenommen, so zum Beispiel die Vertiefung des Quellschachts und die Anlage einer neuen Quellkammer. Außerdem wurde die Anzahl der großen Badebecken zugunsten mehrerer kleinerer verringert. Der Trend zum intimeren Einzelbad anstatt des gemeinschaftlichen Bads in einer größeren Gruppe hatte bereits im 18. Jahrhundert eingesetzt.
1815 kam Aachen nach dem Wiener Kongress an Preußen, und König Friedrich Wilhelm III. gab die Quellen und Badehäuser der Stadt 1818 zurück. Trotz der Arbeiten während der napoleonischen Zeit war das Gebäude des Kaiserbads zu jener Zeit stark heruntergekommen. Aachens Stadtbaumeister Adam Franz Friedrich Leydel plante deshalb eine Modernisierung und Umgestaltung, doch die Pläne wurden vom Stadtrat als zu teuer abgelehnt. Stattdessen wurden nur Reparaturen und kleinere Verbesserungen durchgeführt. Aus verschiedenen Gründen ging der Badebetrieb in Aachen Mitte des 19. Jahrhunderts zurück. Andere Badeorte wie zum Beispiel Baden-Baden und Bad Ems machten der Stadt große Konkurrenz. Das Kaiserbad galt als zu unmodern, zu klein und als nicht ausreichend repräsentativ. Hochgestellte und vermögende Badegäste blieben aus. Um wieder mehr zahlungskräftiges Publikum nach Aachen zu locken, beschloss der Stadtrat den Neubau des Kaiserbads als luxuriöses Badehotel. Dadurch sollte man wieder mit den anderen bekannten Badekurorten konkurrieren können. Von 1862 bis 1865 erfolgte nach den Plänen des Stadtbaumeisters Friedrich Joseph Ark die Errichtung eines neuen Kaiserbads als viergeschossiges Badehotel im Stil des Spätklassizismus. Mit Ausnahme der Südwand wurde dazu der alte Vorgängerbau komplett niedergelegt. Auch wurden die beiden angrenzenden Häuser sowie das westlich gelegene Bad zur Königin von Ungarn (auch Kleinbad genannt) in die Neuplanung mit einbezogen. Nach Fertigstellung war das Kaiserbad das größte und vornehmste Badehotel in der Stadt. Die Kosten für den Neubau beliefen sich auf 107.000 Taler. Seine Eröffnung war am 1. Juni 1865. Doch schon nach rund 50 Jahren sank die Bedeutung des „ersten Hauses am Platze“ wieder, denn im April 1913 fasste der Aachener Stadtrat den Beschluss, an der Monheimsallee ein neues Kur- und Badezentrum zu errichten. Das dort bis 1916 errichtete Kurhotel Quellenhof lief dem Kaiserbad schnell den Rang ab.

### Zweiter Weltkrieg bis heute

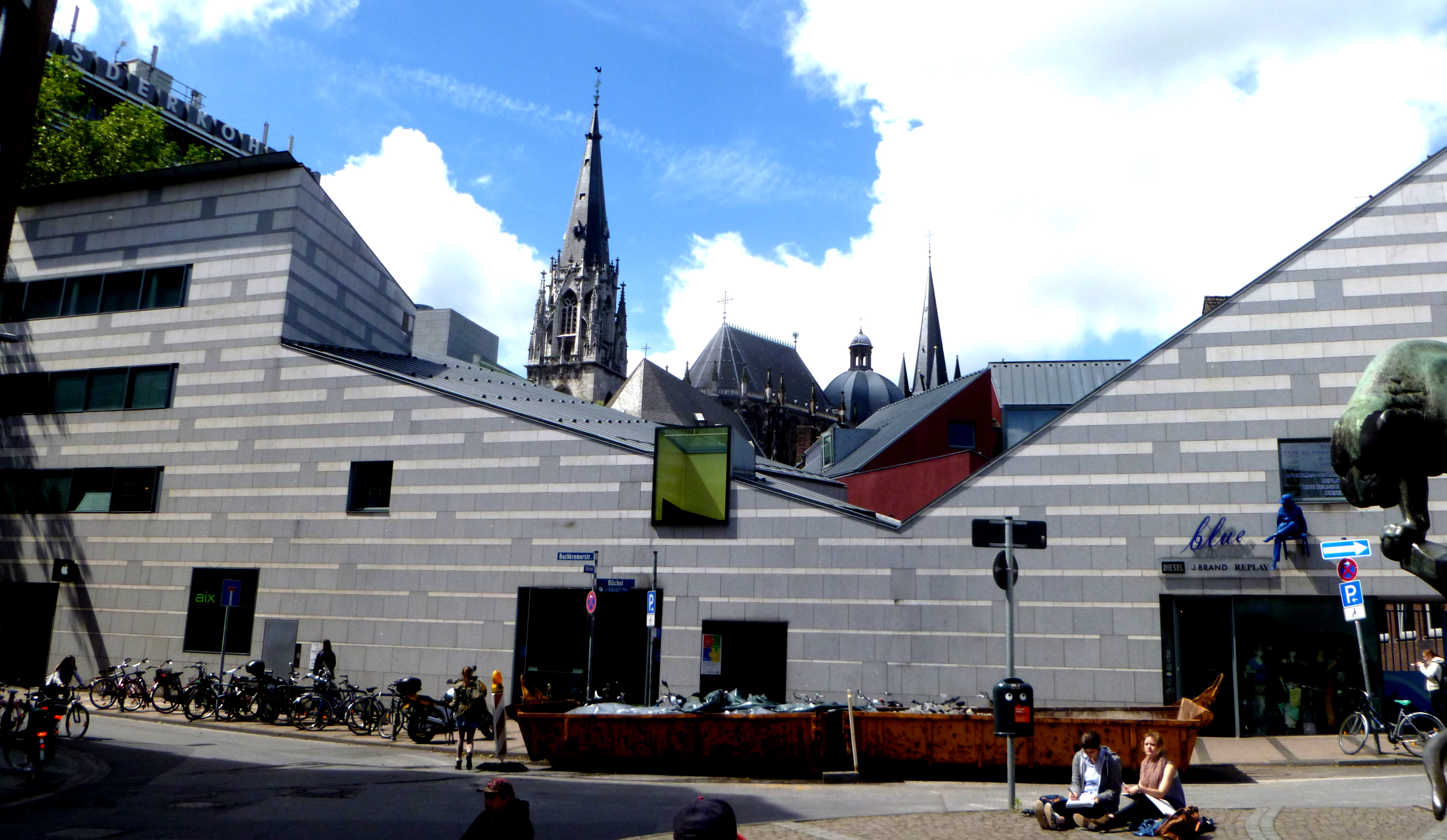
Der heutige Kaiserbad genannte Gebäudekomplex

Eine Fliegerbombe traf am 11. April 1944 das Kaiserbad und zerstörte seine südliche Gebäudeflanke. Da es aber noch bewohnbar war, ging der Badebetrieb weiter. Im Oktober des gleichen Jahres wurde die Stadt von amerikanischen Streitkräften in der Schlacht um Aachen belagert und schließlich eingenommen. Kurz vor der Kapitulation Aachens legten Zerstörungskommandos noch Feuer im Kaiserbad, das dadurch fast vollständig ausbrannte. Lediglich die Fürstenbad genannte Prunkbadezelle blieb unzerstört. Nach Kriegsende war lange ungeklärt, was mit der Ruine passieren sollte, bis sie 1959 abgerissen wurde. Zunächst sollte an ihrer Stelle ein großes neues Badehotel errichtet werden, für das Grundstückszukäufe bis zur Ursulinenstraße vorgesehen waren. Da die in Frage kommenden Nachbargrundstücke aber an den Eschweiler Bergwerks-Verein verkauft wurden, zerschlugen sich die Pläne. Schließlich fällte der Stadtrat in einer Sitzung am 13. Oktober 1960 den Beschluss, an der Stelle der Kaiserbadruine ein neues, modernes Kur- und Heilbad ohne Hotelbetrieb zu errichten. Die Planungen sahen vor, das noch erhaltene Fürstenbad in den Neubau zu integrieren, deshalb wurde die Badezelle zunächst abgebaut und auf dem städtischen Bauhof gelagert. Baubeginn für das neue Kaiserbad war im August 1961. Die Kosten für das am 8. Juni 1963 eingeweihte Bad inklusive einer Sanierung der Quellfassung betrugen rund 3,75 Millionen DM. Es bot Kapazitäten für 400 Wannenbäder pro Tag und eine etwa gleich hohe Anzahl an Anwendungen von Bewegungstherapie, Fango, Trockenmassagen und Reiztherapie. Entgegen dem anfänglichen Vorhaben wurde das Fürstenbad nicht in den Neubau integriert, sondern im Sommer 1963 in die im Bau befindlichen Burtscheider Kurparkterrassen eingebaut.
Wegen rückläufiger Besucherzahlen stellte das Kaiserbad am 23. Februar 1984 seinen Betrieb ein und wurde anschließend abgerissen. An seiner Stelle befindet sich heute ein Gebäudeensemble aus den 1990er Jahren, zu dem unter anderem das sogenannte Quellhaus und das Aachen-Fenster gehören. Obwohl ein Badehaus nicht mehr Bestandteil dieses Gebäudekomplexes ist, wird er trotzdem Kaiserbad genannt.

## Beschreibungen

### Frühe Neuzeit
Das Kaiserbad gehörte zu der sogenannten oberen (auch westlichen) Gruppe von Bädern in der Aachener Innenstadt. Sie bestand aus dem Kaiserbad, dem Neubad, dem Quirinusbad und dem Bad zur Königin von Ungarn.
Sein Aussehen im 16. und 17. Jahrhundert ist durch zwei Buchillustrationen und eine durch den Zimmermannsmeister Adam Winants 1677 angefertigte Grundrisszeichnung überliefert. In der 1688 erschienenen Badeschrift Thermarum Aquisgranensium et Porcetanarum elucidatio et Thaumaturgia hielt der Bade- und Kurarzt François Blondel fest, dass zu den Einrichtungen des Kaiserbads fünf Wasserbecken für mehr als 25 Personen und auch schon eine primitive Dusche zählten. Nach dem Aachener Stadtbrand erhielt die zuvor schlichte Fassade des Gebäudes wahrscheinlich eine aufwendigere Gestaltung in Formen der maasländischen Renaissance. Der damals dreigeschossige Bau besaß einen mittig liegenden Eingang und rechts und links davon je vier Kreuzstockfenster in allen Geschossen. Zu jener Zeit war das Kaiserbad noch ein reines Badehaus ohne Unterkünfte für Gäste. Diese kamen erst mit den Veränderungen nach Plänen Adam Franz Friedrich Leydels hinzu. Nach seinen Umbaumaßnahmen besaß das Kaiserbad insgesamt 12 Bäder und 25 Gästezimmer.

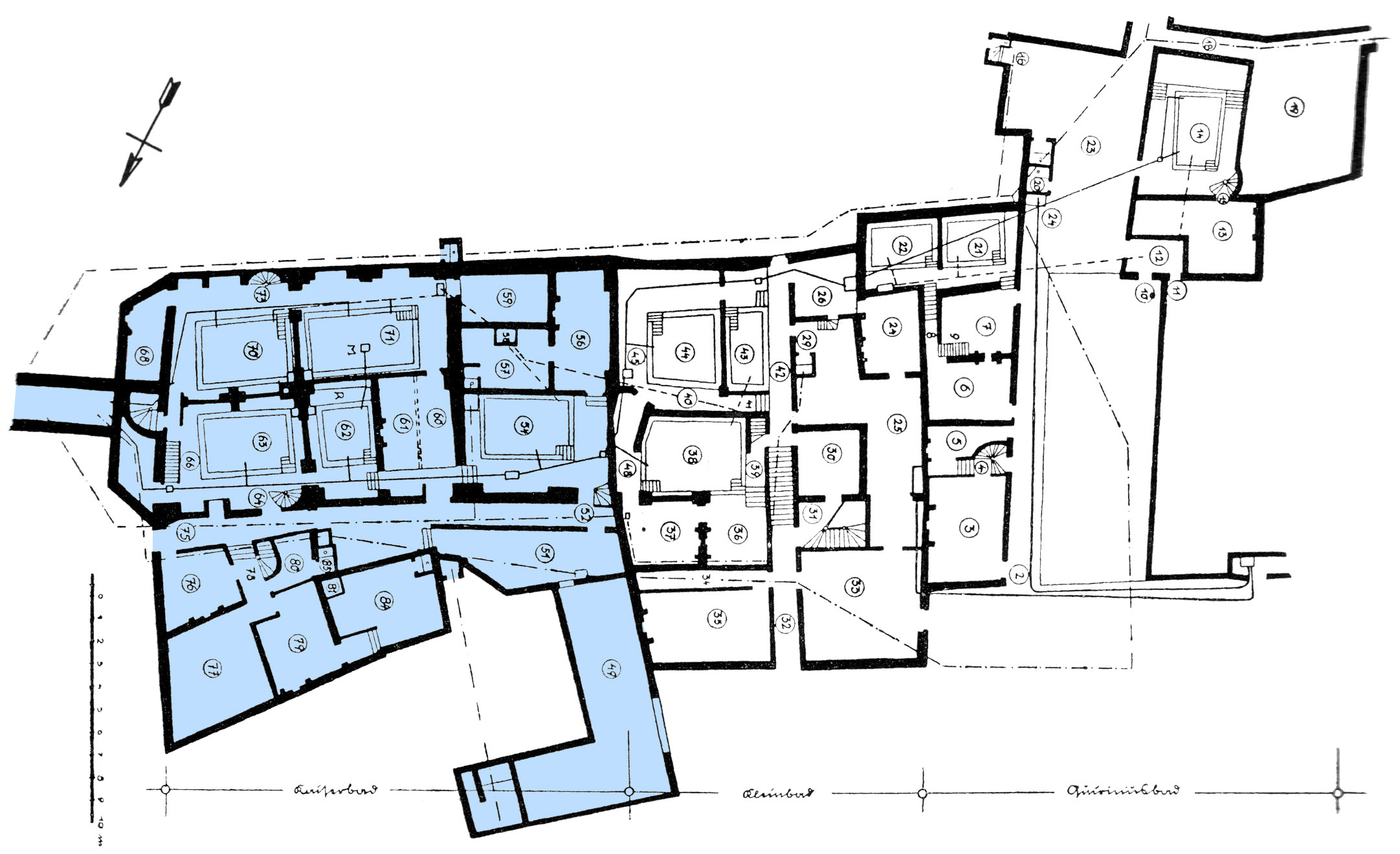
Grundriss des oberen Badehauskomplexes, 17. Jh., blau unterlegt das Kaiserbad
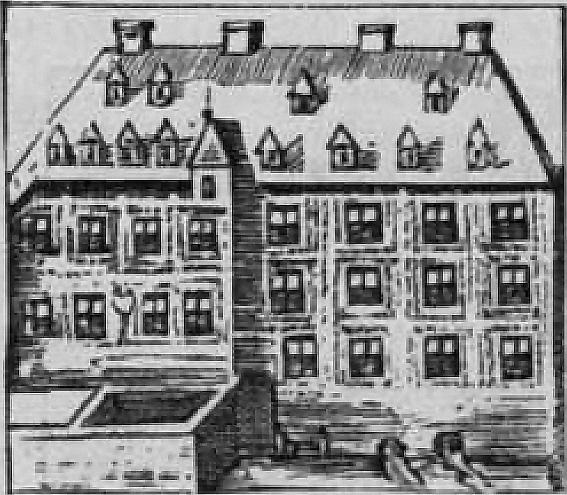
Abbild des Kaiserbads aus einer Badeschrift des 17. Jh.
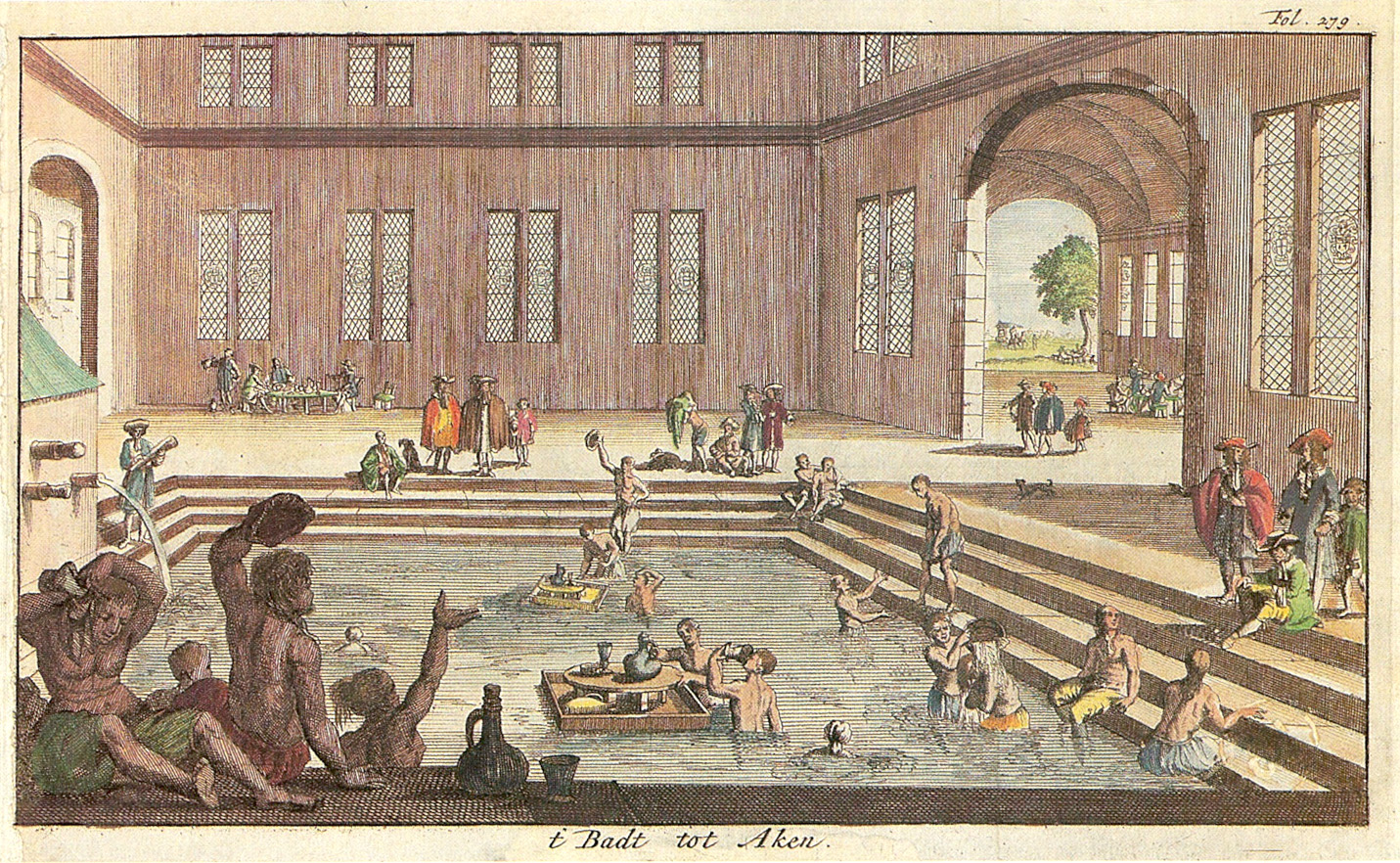
Innenansicht des Kaiserbads von 1682

### Spätklassizistisches Badehotel
Nach dem Neubau in den 1860er Jahren präsentierte sich das luxuriöse Kaiserbad als ein viergeschossiges Gebäude mit einer reich gegliederten Schaufassade aus Udelfanger Sandstein. Durch Fenster in elf Achsen unterteilt, waren ihre drei unteren Vollgeschosse durch toskanische, ionische und korinthische Pilaster und Halbsäulen vertikal gegliedert. Den mittleren drei Achsen war im Erdgeschoss ein von Säulen getragener Balkon vorgelagert. Das Attikageschoss war mit Akroterien besetzt. Das Haus besaß keine Gemeinschaftsbäder mehr, sondern nur noch 36 Einzelbäder, 11 davon im Obergeschoss. Da diese jedoch bei den Gästen nicht sonderlich beliebt waren, wurden sie 1881 durch einen Speisesaal ersetzt. Das luxuriöse Badehaus befand sich im Erdgeschoss und auf der ersten Etage. Seine Badezellen und Korridore wurden mit dem Wasser und der warmen Abluft der Kaiserquelle beheizt. Zu den Badeeinrichtungen gehörten neben den Badezellen vier Dampfbäder, ein Trinkbrunnen und ein Inhalationssaal. Im Souterrain war die Technik des Badehotel untergebracht, die dem seinerzeit neuesten Stand entsprach. Sogar eine Klingelanlage auf elektromagnetischer Basis gehörte zur Ausstattung. Für die Unterbringung der Gäste standen 64 komfortable Räume zur Verfügung, einige von ihnen mit offenen Marmorkaminen, weil englische und französische Badegäste diese Zimmerausstattung erwarteten. Hinzu kamen fünf Gesellschaftssäle und -zimmer wie ein Rauch-, ein Spiel- und ein Billardzimmer. Ursprünglich war auch ein Restaurant im Badehotel vorgesehen, doch es wurde nur eine einfache Kaffeeküche realisiert.
Kernstück der Badehalle war das sogenannte Fürstenbad, die am luxuriösesten ausgestattete Badezelle des Hauses. Fußboden und Wände waren mit Marmor verkleidet, die Decke wurde von zwei mit Mosaiken und Terrakotta-Friesen verzierten Kuppeln gebildet. 1963 wurden diese in den Neubau der Burtscheider Kurparkterrassen integriert. Anstatt des graublauen Wandmarmors wurden die Wände aber nur mit Putz belegt. Boden und Wanne wurden hingegen aus weißem Marmor rekonstruiert. Geländer, Armaturen und Holzeinbauten fehlen jedoch. 2003 erfolgte die Aufnahme des Fürstenbads in das Denkmalverzeichnis der Stadt Aachen.

#### Denkmalverzeichnis Nummer 2843 (Fürstenbad)
„Fürstenbad (Badezelle des ehemaligen Kaiserbades (Büchel 26–30), wurde 1963 in die Kurpark-Terrassen transloziert.) - Erbaut 1862–1865 (F. Ark); 2 quadratische Räume mit Kuppelüberdeckung mit Oberlicht, angrenzend an den Vorraum 2 rechteckige Räume mit Tonnenüberdeckung, der eigentliche Baderaum endet in einer Konche. Das Bad selbst, 2 Stufen in Marmor zur Badumfassunghinunter und dann 5 Stufen hinab ins Wasser. Vor der Konchenrundung ist eine Sitzfläche eingebaut. Seitlich mit marmorner Stoßleiste und entsprechender Verkleidung (Marmor) in den Seitenbögen und in der Konche. Die Decken und anschließende Rundbögen mit Mosaikrelief verziert und durch braune Steingutfriese eingefasst. Die Räume jeweils durch 10 Steingutkacheln mit Rosettenrelief und Gurtbögen gegliedert. Bei den Mosaikreliefs handelt es sich um Seenlandschaften mit der Darstellung von Eisvögeln, Störchen, Reihern, Enten, Fröschen und Schlangen. Die Tonnen stellen ein Panorama von Seenlandschaften über Himmel zu Seenlandschaften dar.“

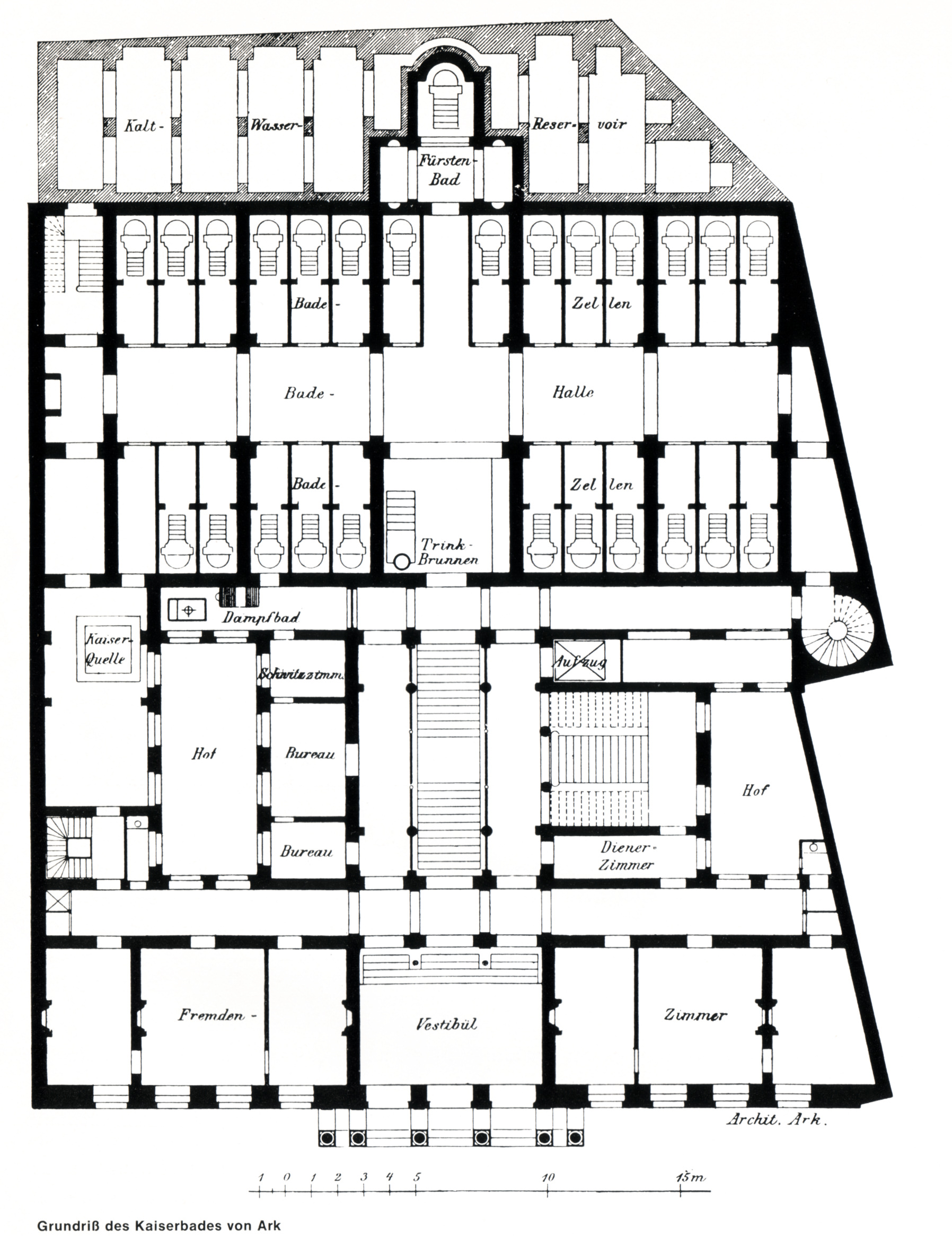
Erdgeschossgrundriss
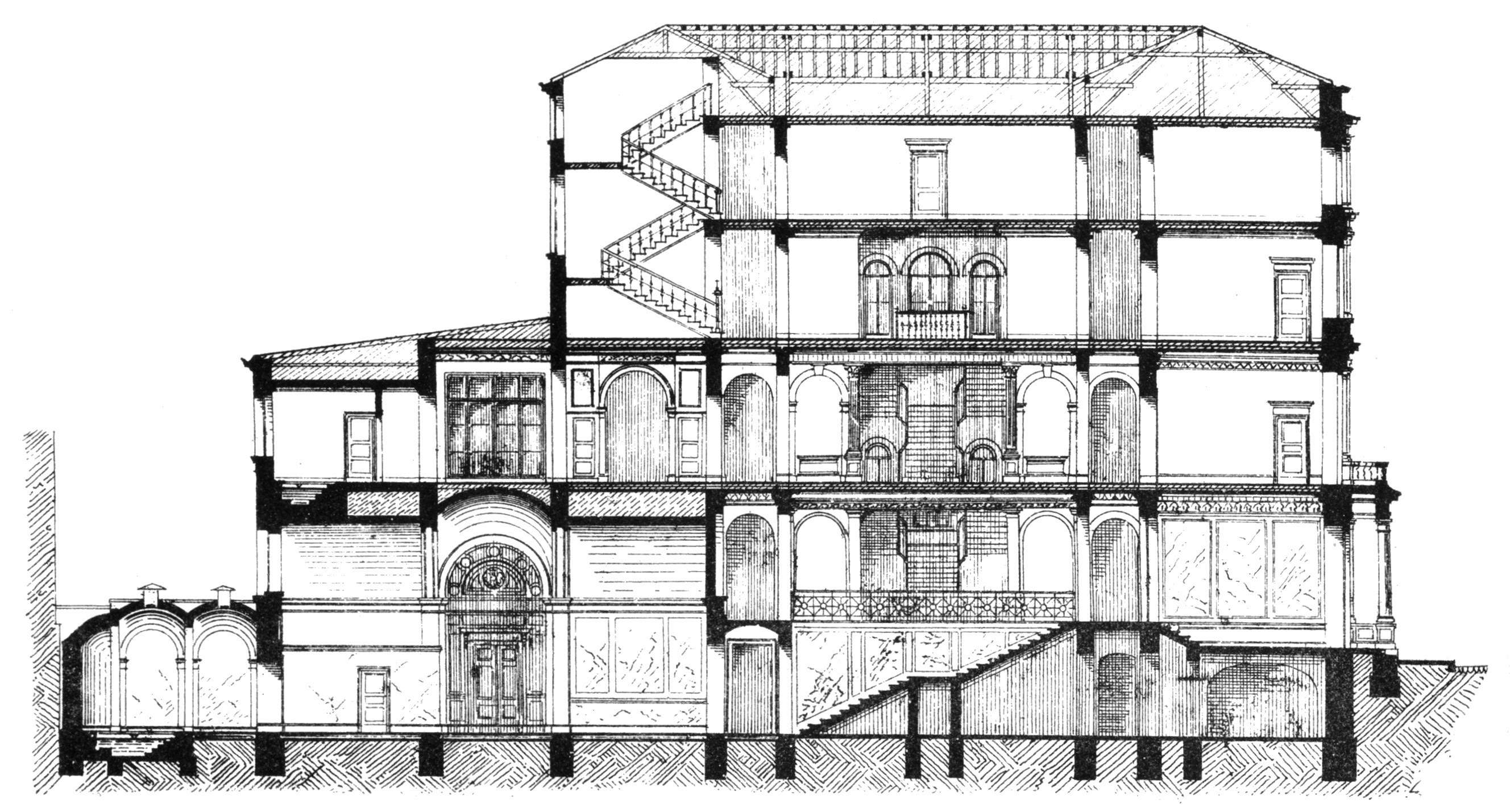
Querschnitt
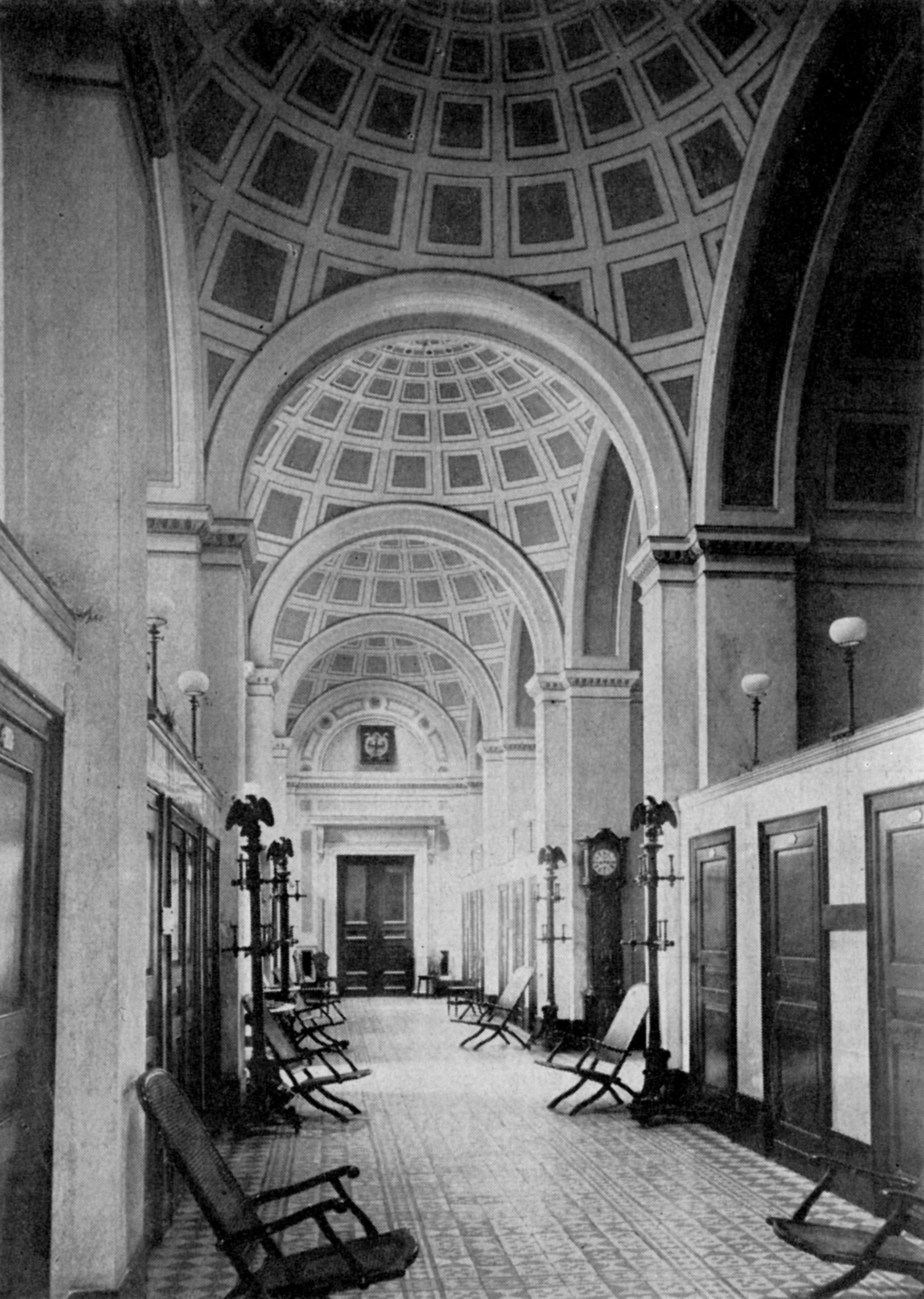
Badehalle um 1900
Fürstenbad

### Modernes Heil- und Thermalbad
Das ab 1961 errichtete neue Kaiserbad war ein moderner Flachbau aus Ziegel und Naturstein. In seinem Keller war noch ein Teil der römischen Mauer der antiken Bücheltherme erhalten. Auf einer bebauten Fläche von 1400 m² mit trapezförmigem Grundriss bot es neben einer Warte- und Trinkhalle mit Trinkbrunnen, 20 Wannenbäder, Räume für Fangobehandlungen und eine Massageabteilung. Die Behandlungsräume und das große Wasserbecken für Bewegungstherapie waren um einen Binnenhof herum angeordnet.